# Phtheochroa chlidantha
Phtheochroa chlidantha es una especie de polilla de la familia Tortricidae. 

## Distribución
Se encuentra en Oaxaca, México.